# The Osmonds
The Osmonds foi um grupo musical estadunidense que alcançou o auge de sua fama no início e meados da década de 1970. O grupo é mais conhecido por suas formações como um quarteto (chamado de Osmond Brothers) e um quinteto (como Osmonds). O grupo é formado por irmãos que são todos membros de uma família de músicos de Ogden, Utah, e são conhecidos pelo público desde a década de 1960.
Os Osmond Brothers começaram como um quarteto babershop formado pelos irmãos Alan, Wayne, Merrill e Jay. Mais tarde, eles se juntaram aos irmãos mais novos, Donny e Jimmy, ambos os quais tiveram sucesso como artistas solo. Com a adição de Donny, o grupo ficou conhecido como Osmonds; atuando tanto como ídolos adolescentes quanto como banda de rock, seu pico durou de 1971 a 1975.  Sua única irmã, Marie, que raramente cantava com os irmãos na época, lançou uma carreira de sucesso em 1973, tanto como artista solo quanto como parceira de dueto de Donny. Em 1976, a banda não estava mais produzindo singles de sucesso; naquele ano, eles fizeram a transição para a televisão com Donny & Marie, um popular programa de auditório que durou até 1979.
Um renascimento da formação original dos Osmond Brothers na década de 1980 alcançou um sucesso moderado na música country, e Donny e Marie voltaram separadamente em seus respectivos campos no final da década de 1980. Os Osmonds venderam mais de 77 milhões de discos em todo o mundo. O quarteto continuou a se apresentar até seu 50.º aniversário em 2007, quando Alan e mais tarde Wayne se aposentaram devido a problemas de saúde; Jimmy foi recrutado após a aposentadoria de Alan, com o grupo atuando como um trio até Jimmy sofrer um derrame e se aposentar em 2018. O filho de Alan, David Osmond, se apresentou com o grupo em 2019. Em 14 de outubro de 2019, o quarteto Osmond Brothers original se reuniu para The Talk da CBS para o aniversário de 60 anos de sua irmã Marie, anunciado como a última aparição da programação. Os irmãos cantaram "The Last Chapter", escrita como uma canção de despedida e apresentada em 2018. Donny & Marie encerraram seus 11 anos de apresentações em Las Vegas em 16 de novembro de 2019. Merrill e Jay continuaram a se apresentar e fazer turnês, assim como Donny como artista solo. Merrill anunciou sua aposentadoria em 2022.